# Spaethpfeiler
Der Spaethpfeiler ist ein Nunatak in den Kottasbergen, dem nördlichsten Teil der Heimefrontfjella. Der etwa 150 m aus einem steilen Eisbruch aufragende Pfeiler befindet sich im innersten, südlichen Teil des Leabotnen und erreicht eine Höhe von etwa 1665 m. Der Felspfeiler wird aus hellen Gneisen mit einigen dunklen Amphibolitbändern aufgebaut. Ein britisches Geologenteam hatte den Nunatak 1964/65 erstmals besucht und mit der Aufschlussnummer Z329 bezeichnet, aber keinen Namen vergeben. Geologisch kartiert wurde der Felspfeiler während einer deutschen Expedition in die Heimefrontfjella 2000/01. Er erhielt seinen Namen nach dem deutschen Geologen und Polarforscher Gerhard Spaeth (* 1930), einem Teilnehmer an drei Expeditionen in die Heimefrontfjella zwischen 1985 und 1994.